# Tipula chloris
Tipula chloris är en tvåvingeart som beskrevs av Evgenyi Nikolayevich Savchenko 1972. Tipula chloris ingår i släktet Tipula och familjen storharkrankar. Inga underarter finns listade i Catalogue of Life.